# Municipio de Aitkin
El municipio de Aitkin (en inglés: Aitkin Township) es un municipio ubicado en el condado de Aitkin en el estado estadounidense de Minnesota. En el año 2010 tenía una población de 856 habitantes y una densidad poblacional de 9,63 personas por km².

## Geografía
El municipio de Aitkin se encuentra ubicado en las coordenadas 46°33′14″N 93°46′13″O / 46.55389, -93.77028. Según la Oficina del Censo de los Estados Unidos, el municipio tiene una superficie total de 88.89 km², de la cual 83,2 km² corresponden a tierra firme y (6,4 %) 5,68 km² es agua.

## Demografía
Según el censo de 2010, había 856 personas residiendo en el municipio de Aitkin. La densidad de población era de 9,63 hab./km². De los 856 habitantes, el municipio de Aitkin estaba compuesto por el 98,13 % blancos, el 0,47 % eran amerindios y el 1,4 % eran de una mezcla de razas. Del total de la población el 1,4 % eran hispanos o latinos de cualquier raza.